# (2740) Tsoj
(2740) Tsoj (1974 SY4; 1951 GW; 1953 TY; 1958 TB1; 1972 GD; 1974 TD1; 1977 EB1; 1979 SC9) ist ein ungefähr 18 Kilometer großer Asteroid des äußeren Hauptgürtels, der am 26. September 1974 von der ukrainischen (damals: Sowjetunion) Astronomin Ljudmyla Schurawlowa am Krim-Observatorium (Zweigstelle Nautschnyj) auf der Halbinsel Krim (IAU-Code 095) entdeckt wurde. Er gehört zur Eos-Familie, einer Gruppe von Asteroiden, die nach (221) Eos benannt ist.

## Benennung
(2740) Tsoj wurde nach dem Rockmusiker, Poet und Schauspieler Wiktor Robertowitsch Zoi (1962–1990) benannt, der Frontman der Band Kino war.